# Sanguisorba azovtsevii
Sanguisorba azovtsevii är en rosväxtart som beskrevs av I.N. Pshenichnaya och I.M. Krasnoborov. Sanguisorba azovtsevii ingår i släktet storpimpineller, och familjen rosväxter. Inga underarter finns listade i Catalogue of Life.